# Otto Maria Reis
Otto Maria Reis (* 30. März 1862 in Worms; † 17. April 1934 in München) war ein deutscher Geologe und Paläontologe. Er war Oberbergdirektor beim Bayerischen Oberbergamt in München.

## Leben
1894 war er Assistent am Oberbergamt in München, ab 1902 Landesgeologe und ab  1913 Oberbergrat und Vorstand und 1921 wurde er Oberbergdirektor. Er stand dort der geognostischen Abteilung (Geologische Landesaufnahme) vor.
Mit August Leppla und Carl Wilhelm Gümbel gehört er zu den Pionieren der Erforschung der Geologie der Pfalz. Zum Beispiel forschte er zu und benannte er die Remigiusberg-Formation, die Altenglan-Formation und die Wahnwegen-Formation (mit Ludwig von Ammon 1910).
1920 wurde er Mitglied der Deutschen Geologischen Gesellschaft. 1932 wurde er Ehrenmitglied des Oberrheinischen Geologischen Vereins.

## Schriften
- Zur Osteologie und Systematik der Belonorhynchiden und Tetragonolepiden. Geognostische Jahreshefte, 4, 1891, S. 143–171
- Coelacanthus Lunzensis Teller, Jahrbuch der kaiserlich-königlichen geologischen Reichsanstalt Wien, Band L, 1900, Heft 2, S. 187–192
- Eine Fauna des Wettersteinkalkes. II. Teil: Nachtrag zu den Cephalopoden,  Geognostische Jahreshefte, 18. Jahrgang für 1905, 1907, S. 113–152
- Handlirschia gelasii nov. gen. et spec. aus dem Schaumkalk Frankens. Abhandlungen der Mathematisch-Physikalischen Klasse der Königlich Bayerischen Akademie der Wissenschaften 23, 1909, S. 661–694
- Über Bohrröhren in fossilen Schalen und über Spongeliomorpha, Zeitschrift der Deutschen geologischen Gesellschaft, Band 73, 1921, S. 224–237
- mit Heinrich Arndt, Adolf Schwager: Übersicht der Mineralien und Gesteine der Rheinpfalz, Geognostische Jahreshefte 1920